# Lída Baarová (film)
Lída Baarová (internationale titel: Devil's Mistress) is een Tsjechische dramafilm uit 2016 van Filip Renč. De film is een biopic over de gelijknamige actrice.

## Verhaal
Actrice Lída Baarová is een van de meest succesvolle actrices van de zwart-witfilm in Tsjecho-Slowakije. Ze heeft een affaire met de nationaalsocialistische Joseph Goebbels wat haar de bijnaam "minnares van de duivel" oplevert. De affaire heeft echter weinig kans tot slagen.

## Rolverdeling
| Acteur          | Personage       |
| --------------- | --------------- |
| Táňa Pauhofová  | Lída Baarová    |
| Karl Markovics  | Joseph Goebbels |
| Gedeon Burkhard | Gustav Fröhlich |
| Simona Stašová  | Lída's moeder   |
| Martin Huba     | Lída's vader    |
| Pavel Kříž      | Adolf Hitler    |
| Anna Fialová    | Zorka           |
| Lenka Vlasáková | Magda Goebbels  |